# ブレディスロー子爵
ブレディスロー子爵（英: Viscount Bledisloe）は、イギリスの子爵、貴族、連合王国貴族爵位。ニュージーランド総督を務めたチャールズ・バサーストが1935年に叙されたことに始まる。

## 歴史

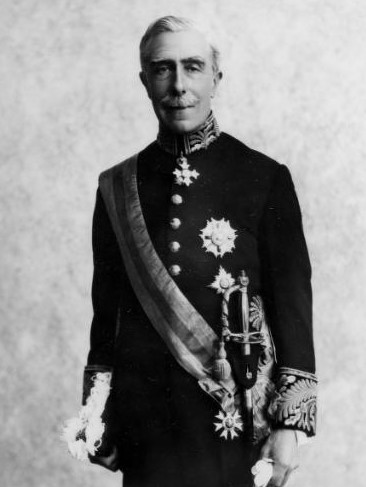
初代ブレディスロー子爵チャールズ・バサースト

子爵家は先祖をたどると、バサースト伯爵家（グレートブリテン貴族）と関係がある。当時の当主チャールズ・ブラッグ（Charles Bragge）は伯爵家の縁戚アン・バサーストと結婚した。アンはサー・ベンジャミン・バサースト（初代バサースト伯爵アレン・バサーストの弟）の孫にあたる人物である。
その夫妻の息子チャールズ(1754-1831)は、アディントン内閣戦時大臣やリバプール伯爵内閣下のランカスター公領担当大臣などを歴任したトーリー党の有力な政治家である。彼は1804年に勅許を得て母方の「バサースト」姓に改姓している。
そのひ孫にあたる保守党の政治家チャールズ・バサースト(1867-1958)は、1918年に連合王国貴族爵位の「グロスターシャー州リドニーのブレディスロー男爵(Baron Bledisloe, of Lydney in the County of Gloucestershire)」に叙せられた。チャールズはのちにニュージーランド総督を務めたが、総督退任後の1935年に「グロスターシャー州リドニーのブレディスロー子爵(Viscount Bledisloe, of Lydney in the County of Gloucestershire)」に昇叙した。
3代子爵クリストファー(1934-2009)は、1999年の貴族院改革以降もクロスベンチャーとして92人の世襲貴族として貴族院に籍を置き続けた。
2024年現在、その息子の4代子爵ルパート(1964-)が現当主である。
一族の邸宅は、グロスターシャー州リドニー近郊にあるリドニー・パーク(Lidney Park)。 

## 現当主の保有爵位
現当主の第4代ブレディスロー子爵ルパート・エドワード・ラドロー・バサーストは、以下の爵位を有する。
- 第4代グロスターシャー州リドニーのブレディスロー子爵(4th Viscount Bledisloe, of Lydney in the County of Gloucester)
(1935年6月24日の勅許状による連合王国貴族爵位)
- 第4代グロスターシャー州リドニーのブレディスロー男爵(4th Baron Bledisloe, of Lydney in the County of Gloucester)
(1918年10月15日の勅許状による連合王国貴族爵位)

## ブレディスロー子爵（1935年）
- 初代ブレディスロー子爵チャールズ・バサースト（英語版） （1867-1958）
- 第2代ブレディスロー子爵ベンジャミン・ラドロー・バサースト（英語版） （1899–1979）
- 第3代ブレディスロー子爵クリストファー・ハイリー・ラドロー・バサースト（英語版） （1934–2009）
- 第4代ブレディスロー子爵ルパート・エドワード・ラドロー・バサースト （1964-）

爵位の法定推定相続人は、現当主の息子ベンジャミン・バサースト閣下（2004-）。 